# Kalle Pimp
Kalle Pimp (født Kasper Ejnar Glyngfeldt Larsen i 1986) er en dansk rapper, som er mest kendt for sin deltagelse i Talent 2009, hvor han kom på 1. pladsen og vandt en pladekontrakt med Sony Music og 250.000 kr. Én måned efter finalen blev han fritstillet af Sony Music, men blev herefter signet til Jon Nørgaards selskab Idol Inc., og udgav singlen "Dagens Danmark" i januar 2010.
Kalle Pimp bor i Horsens sammen med sin kone og to børn. Han har rappet sammen med blandt andet, Emil Simonsen (Orgi-E), Lars Jensen (L:Ron:Harald) og Jeppe Rapp.